# Mont-Saint-Jean (Sarthe)
Mont-Saint-Jean ist eine französische Gemeinde mit 633 Einwohnern (Stand: 1. Januar 2022) im Département Sarthe in der Region Pays de la Loire. Sie gehört zum Arrondissement Mamers und zum Kanton Sillé-le-Guillaume.

## Geographie
Mont-Saint-Jean liegt etwa 28 Kilometer nordwestlich von Le Mans.
Nachbargemeinden von Mont-Saint-Jean sind Saint-Georges-le-Gaultier im Norden, Douillet im Nordosten, Montreuil-le-Chétif im Osten, Pezé-le-Robert im Südosten, Crissé, Saint-Rémy-de-Sillé und Sillé-le-Guillaume im Süden, Saint-Pierre-sur-Orthe im Westen sowie Saint-Germain-de-Coulamer im Westen und Nordwesten.

## Bevölkerungsentwicklung
| Jahr                      | 1962  | 1968 | 1975 | 1982 | 1990 | 1999 | 2006 | 2013 |
| Einwohner                 | 1.044 | 925  | 792  | 670  | 638  | 604  | 648  | 696  |
| Quelle: Cassini und INSEE |       |      |      |      |      |      |      |      |

## Sehenswürdigkeiten
- Kirche Saint-Jean-Baptiste aus dem 14./15. Jahrhundert
- Schloss La Lucazière